# Kaneelvogel
De kaneelvogel (ook wel cinnamologus of cinnamulgus) is een fabeldier dat voor het eerst beschreven werd door Herodotus. In vroeger tijden was kaneel duurder dan goud. De kaneelvogel zou de specerij naar Arabië hebben gebracht en er sindsdien zijn nest van bouwen.
Kaneel zou op twee manieren verzameld kunnen worden, afhankelijk van de plek waar de vogel zijn nest bouwt. De grotere variant van de kaneelvogel maakt de stokken met modder vast op gladde rotsen, die voor de kaneelhandelaars onmogelijk te beklimmen zijn. Ze brengen daarom stukken vlees van dode lastdieren mee, en gooien deze onder het nest. De kaneelvogels verzamelen al het voedsel dat hen zo wordt gegeven in hun nest, totdat het bouwsel het niet langer houdt en stukvalt op de grond. De kleinere variant van de kaneelvogel bouwt zijn nest in de hoogste palm. De handelaars bevestigen loden punten aan hun pijlen en schieten op het nest totdat het gewicht het nest naar beneden haalt. Dan kunnen de kaneelhandelaars de kaneelstokken verzamelen.
Vroeger geloofde men dat elke specerij uit Arabië op een speciale manier moest worden gewonnen. Om wierook te krijgen moest men gom verbranden waarvan de geur de bewakers van de specerij wegjaagt; gevaarlijke gevleugelde serpenten. De geurige gomhars zelf zou uit de sik van geiten worden gewonnen.
De kaneelvogel zou nauw verwant zijn aan de feniks, die zijn nest bouwt van specerijen zoals kaneel, gomhars, kassia en andere zoete Arabische producten.